# Giorgio d'Austria

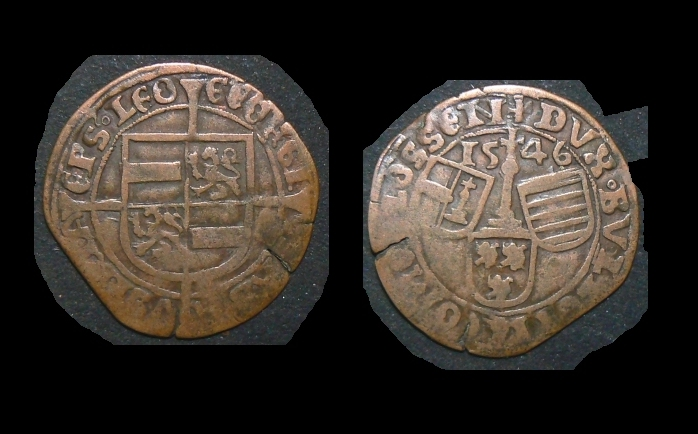
Monete in bronzo di Giorgio d'Austria

Giorgio d'Austria (Gand, 1505 – Liegi, 4 maggio 1557) è stato un arcivescovo cattolico austriaco, figlio illegittimo di Massimiliano I d'Asburgo. Fu vescovo di Bressanone dal 1526 al 1538, arcivescovo metropolita di Valencia dal 1538 al 1544 e principe vescovo di Liegi dal 1544 al 1557.

## Biografia
È stato principe vescovo di Liegi dal 1544 al 1557, scelto come coadiutore dal nipote, l'imperatore e re Carlo V, come il suo predecessore. Fu quindi un avversario implacabile dell'influenza dei francesi nel principato vescovile di Liegi, che era racchiuso nei Paesi Bassi borgognoni, possedimenti dell'imperatore. Incontrò l'imperatore Carlo V molte volte. Alla morte dell'imperatore nel 1558, rinnovò l'alleanza con il suo successore, Filippo II, re di Spagna.
Egli era il fratellastro di un altro presule, Leopoldo d'Austria, figlio illegittimo dello stesso illustre padre, morto vescovo di Cordova nello stesso anno.

## Genealogia episcopale
La genealogia episcopale è:
- Vescovo Pedro de Ponte, O.SS.T.
- Vescovo Francisco Estaña
- Arcivescovo Giorgio d'Austria

## Ascendenza
|                          |   |                        | Genitori                  |  |  | Nonni |  |  | Bisnonni            |  |  | Trisnonni              |  |
|                          |   |                        |                           |  |  |       |  |  | Ernesto I d'Asburgo |  |  | Leopoldo III d'Asburgo |  |
|                          |   |                        |                           |  |  |       |  |  | Ernesto I d'Asburgo |  |  | Leopoldo III d'Asburgo |  |
|                          |   | Verde Visconti         |                           |  |  |       |  |  | Ernesto I d'Asburgo |  |  |                        |  |
| Federico III d'Asburgo   |   |                        |                           |  |  |       |  |  | Ernesto I d'Asburgo |  |  |                        |  |
|                          |   | Cimburga di Masovia    | Siemowit IV di Masovia    |  |  |       |  |  |                     |  |  |                        |  |
|                          |   | Cimburga di Masovia    | Siemowit IV di Masovia    |  |  |       |  |  |                     |  |  |                        |  |
|                          |   | Cimburga di Masovia    | Alessandra di Lituania    |  |  |       |  |  |                     |  |  |                        |  |
| Massimiliano I d'Asburgo |   | Cimburga di Masovia    |                           |  |  |       |  |  |                     |  |  |                        |  |
|                          |   | Edoardo del Portogallo | Giovanni I del Portogallo |  |  |       |  |  |                     |  |  |                        |  |
|                          |   | Edoardo del Portogallo | Giovanni I del Portogallo |  |  |       |  |  |                     |  |  |                        |  |
|                          |   | Edoardo del Portogallo | Filippa di Lancaster      |  |  |       |  |  |                     |  |  |                        |  |
| Eleonora d'Aviz          |   | Edoardo del Portogallo |                           |  |  |       |  |  |                     |  |  |                        |  |
|                          |   | Leonor di Trastamara   | Ferdinando I d'Aragona    |  |  |       |  |  |                     |  |  |                        |  |
|                          |   | Leonor di Trastamara   | Ferdinando I d'Aragona    |  |  |       |  |  |                     |  |  |                        |  |
|                          |   | Leonor di Trastamara   | Eleonora d'Alburquerque   |  |  |       |  |  |                     |  |  |                        |  |
| Giorgio d'Austria        |   | Leonor di Trastamara   |                           |  |  |       |  |  |                     |  |  |                        |  |
|                          | … | …                      |                           |  |  |       |  |  |                     |  |  |                        |  |
|                          | … | …                      |                           |  |  |       |  |  |                     |  |  |                        |  |
|                          | … | …                      |                           |  |  |       |  |  |                     |  |  |                        |  |
| …                        | … |                        |                           |  |  |       |  |  |                     |  |  |                        |  |
|                          |   | …                      | …                         |  |  |       |  |  |                     |  |  |                        |  |
|                          |   | …                      | …                         |  |  |       |  |  |                     |  |  |                        |  |
|                          |   | …                      | …                         |  |  |       |  |  |                     |  |  |                        |  |
| Margareta Rappach        |   | …                      |                           |  |  |       |  |  |                     |  |  |                        |  |
|                          |   | …                      | …                         |  |  |       |  |  |                     |  |  |                        |  |
|                          |   | …                      | …                         |  |  |       |  |  |                     |  |  |                        |  |
|                          |   | …                      | …                         |  |  |       |  |  |                     |  |  |                        |  |
| …                        |   | …                      |                           |  |  |       |  |  |                     |  |  |                        |  |
|                          |   | …                      | …                         |  |  |       |  |  |                     |  |  |                        |  |
|                          |   | …                      | …                         |  |  |       |  |  |                     |  |  |                        |  |
|                          |   | …                      | …                         |  |  |       |  |  |                     |  |  |                        |  |
|                          |   | …                      |                           |  |  |       |  |  |                     |  |  |                        |  |